# Il cappello di Parigi
Il cappello di Parigi (The New York Hat) è un cortometraggio muto del 1912 diretto da David W. Griffith. Anita Loos all'epoca aveva sedici anni e questa è la sua prima sceneggiatura firmata. Anche per Frances Marion, nota giornalista e corrispondente di guerra, è il primo lavoro come sceneggiatrice.

## Trama
Prima di morire, la signora Goodhue affida al pastore Bolton del denaro destinato all'acquisto di un cappello per sua figlia Mollie, che il padre avaro le rifiuta. Il pastore consegna a Mollie un cappello all'ultima moda di New York, ma la comunità puritana del villaggio resta scandalizzata e il padre, furioso, distrugge il cappello. Padre Bolton gli mostra allora una lettera della madre di Mollie che dissipa il malinteso. Poco dopo, la ragazza accetta la domanda di matrimonio del pastore.

## Produzione
Il film fu girato in interni agli studi Biograph di New York e in esterni a Fort Lee nel New Jersey nell'ottobre/novembre 1912. Fu l'ultimo film girato da Mary Pickford per la casa di produzione Biograph.

## Distribuzione
Il film venne distribuito dalla General Film Company che lo fece uscire nelle sale cinematografiche statunitensi il 5 dicembre 1912. Del film esistono ancora delle copie al Mary Pickford Institute for Film Education film collection (da un copia positiva 35 mm) e in una collezione privata (da un positivo 8 mm).

### La critica
(G. Sadoul, Il Cinema. I film A-L, 1968)

### Data di uscita
- USA	5 dicembre 1912
- USA	6 novembre 1916	 (riedizione)
- USA   2002   DVD

### Altri titoli
- O Chapéu de Nova Iorque, Portogallo